# علي عبد القادر
علي عبد القادر هو لاعب كرة قدم صومالي في مركز مهاجم ‏، ولد في 8 يناير 1995. شارك مع منتخب الصومال لكرة القدم. أما مع النوادي،أما بالنسبة للأندية، فقد لعب لنادي هيلتوب.

## وصلات خارجية
- علي عبد القادر على موقع الاتحاد الدولي (مؤرشف)  (الإنجليزية)
- علي عبد القادر على موقع قاعدة بيانات كرة القدم.إي يو (الإنجليزية)
- علي عبد القادر على موقع ناشيونال فوتبول تيمز (الإنجليزية)
- علي عبد القادر على موقع Soccerway.com (الإنجليزية)